# Ōwani (Aomori)
Ōwani (大鰐町 Ōwani-machi?) es un pueblo localizado en la prefectura de Aomori, Japón. En octubre de 2018 tenía una población de 8.979 habitantes y una densidad de población de 54,9 personas por km². Su área total es de 163,43 km².

## Geografía

### Municipios circundantes
- Prefectura de Aomori
  - Hirosaki
  - Hirakawa
- Prefectura de Akita
  - Ōdate

## Demografía
Según datos del censo japonés, la población de Ōwani ha disminuido en los últimos años.
| Año del censo | Población |
| ------------- | --------- |
| 1995          | 13.990    |
| 2000          | 12.881    |
| 2005          | 11.921    |
| 2010          | 10.978    |
| 2015          | 9.676     |